# Burg Denstedt

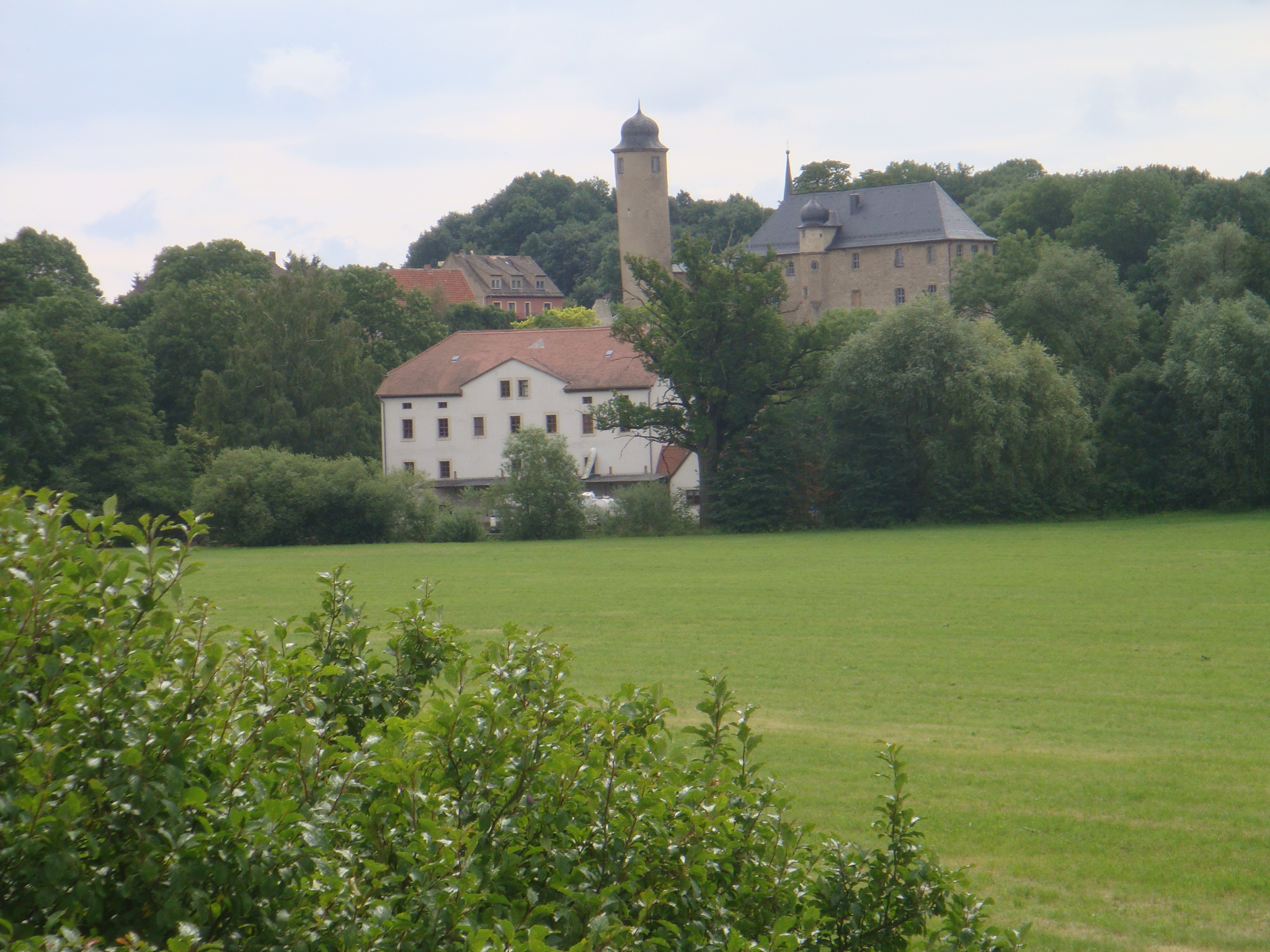
Blick auf die Burg vom Ilm-Radwanderweg; im Vordergrund die Clauder Mühle

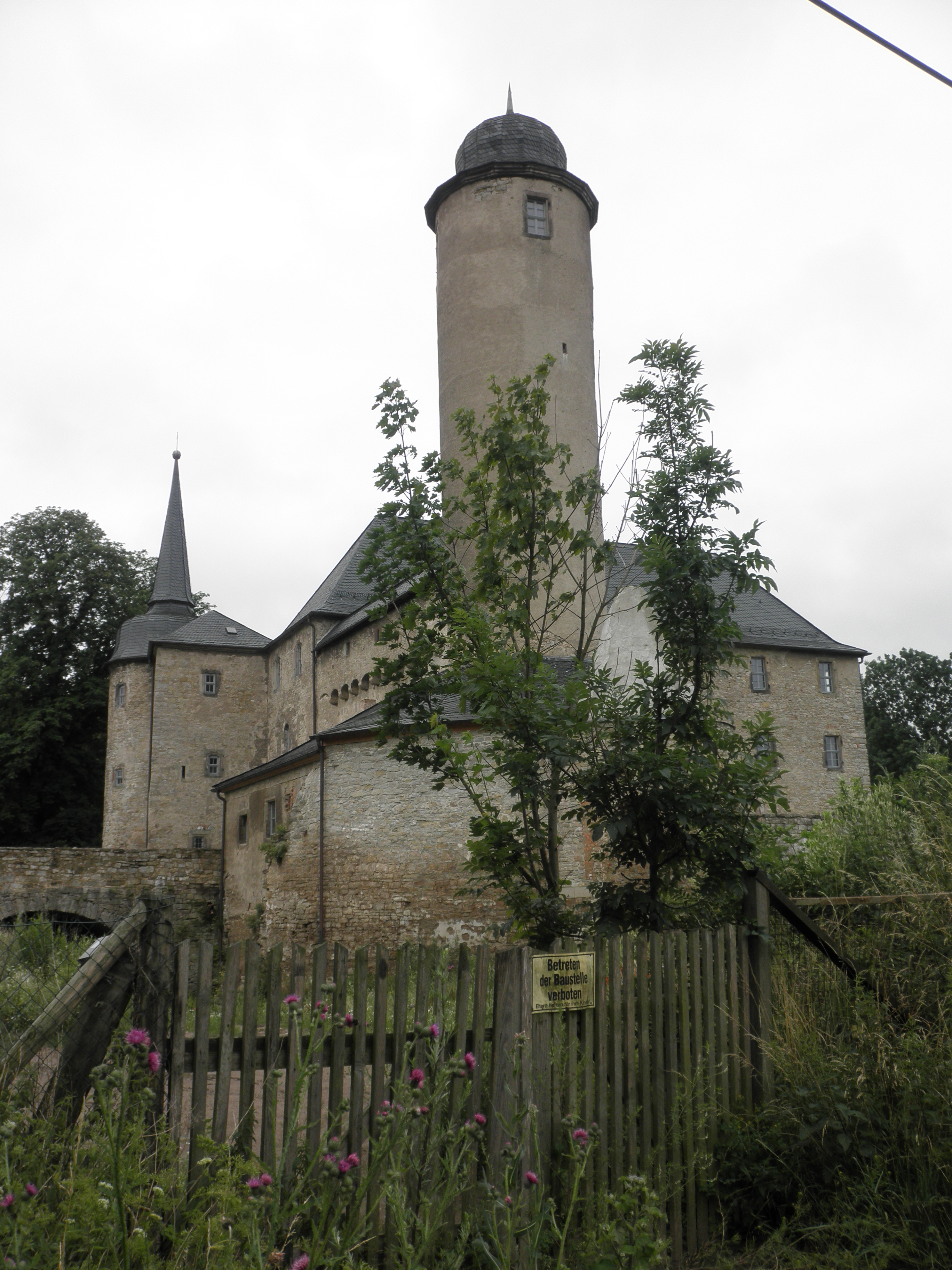
Burg Denstedt 2011

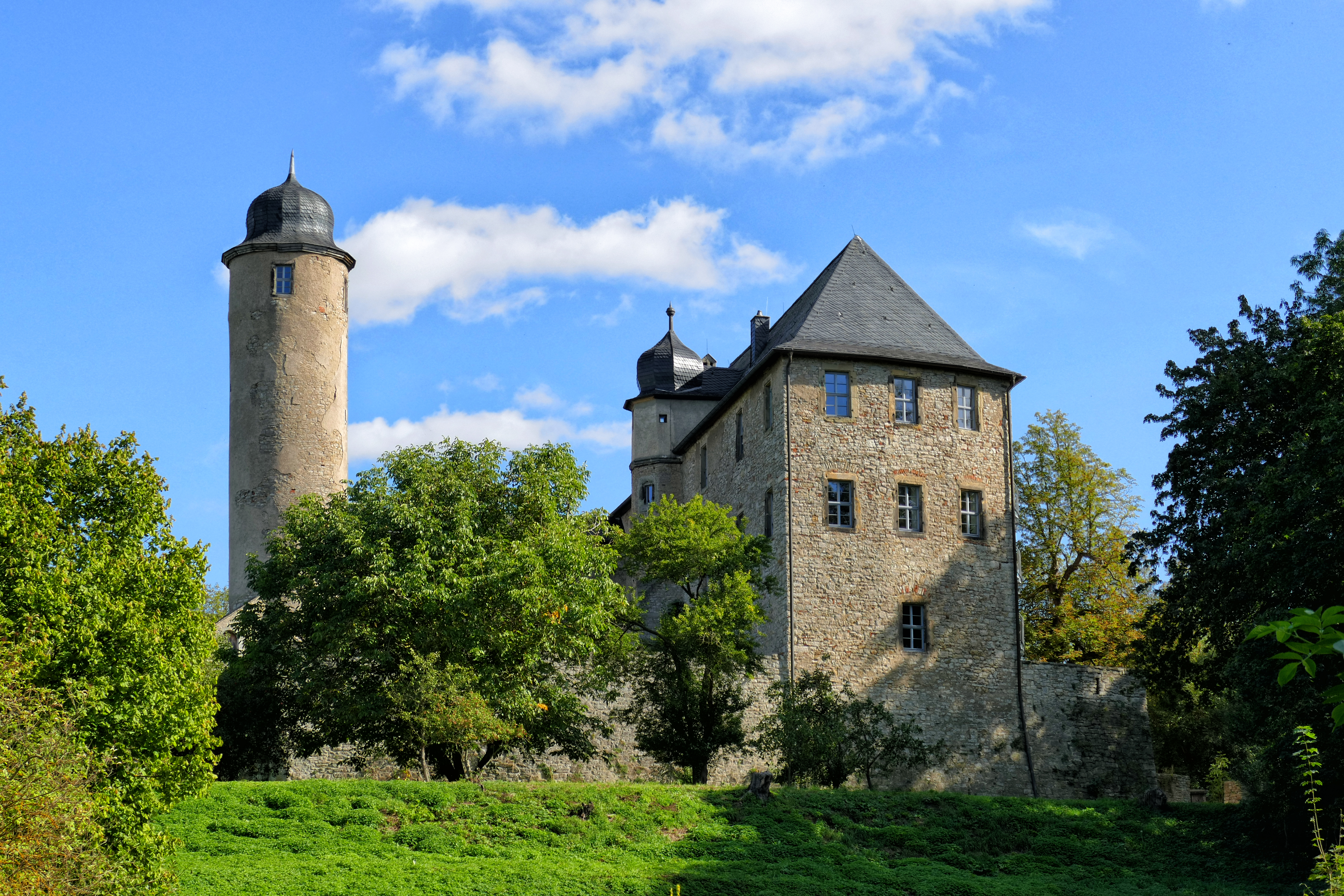
Blick von Westen 2023

Die Burg Denstedt liegt auf einem flachen Bergsporn westlich des Ortes. Denstedt gehört zur Gemeinde Ilmtal-Weinstraße und liegt etwa 8 km nordöstlich von Weimar.
Das Gelände fällt im Norden zur Ilm und im Westen zum Erlenbach hin ab. Im südlichen Tal schließt sich eine Parkanlage an, die der Erlenbach durchfließt. Der markante Bergfried der dem Ort westlich vorgelagerten Schlossanlage ist von der Landstraße aus Tiefurt kommend schon von weitem sichtbar.

## Bau und Besitzergeschichte
Über die Bauzeit der Burg, ausgenommen der Anbau aus dem Jahr 1699, sind in der bisher erschienenen Literatur unterschiedliche Annahmen vorzufinden. Trotz fehlender eindeutiger Bauzeugnisse muss es an der Stelle der heutigen Burganlage einen Vorgängerbau gegeben haben. Wann dieser entstand und wie er ausgesehen haben könnte, lässt sich heute nicht mehr nachvollziehen.
Auf das Jahr 874 wird die erste sichere Zuordnung des Ortes Denstedt datiert, da Duenestat (Bad Tennstedt) und Denesteti (Denstedt) erstmals wörtlich getrennt werden. Der Ortsname durchläuft in den nächsten Jahren viele Veränderungen (Thegenstete – Deginstete – Deinstete – Deynstete) bis 1548 erstmals der durch Kontraktion (ege – ei – e) entstandene Name Denstedt auftaucht. Dieser Name geht wohl auf einen thegan (Rittersitz bzw. Junckersitz) zurück (von ahd. Thëgan = Junger Krieger oder Gefolgsmann).

### Frühes 12. Jh. – 1415, Familie von Denstedt
Da das Rittergeschlecht, das sich nach Denstedt nannte, um 1206 mit Gerboto von Degenstede zum ersten Mal in der geschichtlichen Überlieferung auftaucht, liegt es nahe, in diesem Geschlecht den Bauherrn des Rittergutes zu vermuten.
Bereits im 12. Jh. verbinden enge wirtschaftliche Beziehungen das Rittergut Denstedt mit den Klöstern Hugistorff (Heusdorf bei Apolda) und Oberweimar. Auch in Denstedt besteht für kurze Zeit ein Kloster, dessen Keller bis heute unter der Gaststätte erhalten geblieben ist. Zu diesem Kloster gehörten zwischen 1170 und 1513 auch die Getreide- und Ölmühlen unterhalb der Burg. Dieser Besitz muss einträglich gewesen sein, denn sie werden bei den Lehensübertragungen genannt und sind auch öfter Streitobjekte gewesen.
Durch die Unterschrift des Witego von Deginstete in den Urkunden des Klosters von Oberweimar entsteht der erste sichere Nachweis der Familie derer von Denstedt im Jahr 1249. Witego besaß neben Denstedt die „Pflegegerichtsbarkeit“ über die Dörfer Süßenborn, Rödigsdorf, Schwabsdorf und halb Klein-Kromsdorf. Das „Gericht über Halß und Hand“ ermöglichte den jeweiligen Rittergutsbesitzern die Erhebung von Erbzins und anderen Abgaben und die Ablieferung landwirtschaftlicher Produkte. Die zahlreichen Mitglieder der Familie derer von Denstedt findet man im 14.–16. Jh. in den verschiedensten Stellungen außerhalb des Ortes. Als die Familie um 1700 ausstarb, saß sie schon lange nicht mehr in Denstedt.

### 1423–1586, Familie Gans
In den nächsten Jahrzehnten erlebt der Herrensitz einen gewaltigen Aufschwung unter der Herrschaft der Familie von Gans über die Anlage, den Ort und das Pflegegericht Denstedt. Die von Gans sind ebenfalls ein altes Geschlecht und schon vor ihrer Belehnung durch die Grafen von Gleichen in Denstedt ansässig gewesen. 1513 erhalten die Brüder Eckhart und Dieterich die beiden Denstedter Mühlen als Lehen. Am 12. März 1514 werden in den Lehnsurkunden das Schloss sowie der Edelhof Denstedt genannt, mit denen sie an diesem Tage belehnt werden.
Im Jahr 1530 ließ Dietrich Gans das Schloss erbauen. Andere Quellen gehen von einer Umgestaltung eines vorhandenen, mittelalterlichen Wohnbaus bzw. einer Aufstockung des 2. Obergeschosses aus. Auch wird behauptet, die Vorhangbogenfenster seien nachträglich in den mittelalterlichen Wohnbau eingefügt worden. Nach neuen Untersuchungen kann davon ausgegangen werden, dass die Burg in ihrer heutigen Form aus dem 16. Jh. stammt und unter Einbeziehung des spätmittelalterlichen Bergfriedes von der Familie von Gans errichtet wurde. Wie auch unter der Familie von Denstedt wurde durch die Brüder Gans die Gerichtsbarkeit über die Pflege Denstedt ausgeübt. Ein Zeichen für die umfassende Bautätigkeit dieser Zeit ist auch die hohe Verschuldung der Familie. 1574 schuldet Eckart Gans dem sächsischen Kammerrat zu Weimar, Lucas von Tangel 10.000 Gulden. Am 29. April 1579 kommt es zum Verkauf der Anlage an die von Tangel „da dieser anders nit habe können bezahlt werden, als dass er seine der Gans Güter wider Willen kaufweise hat müssen nehmen“. Seine Urenkel Georg Wolf und Heinrich von Tangel bewohnten bis 1668 Schloss und Edelhof. In der Kirche in Denstedt sind heute noch zwei gut erhaltene Grabsteine mit der Gans als Wappen erhalten.

### 1579–1668, von Tangel / von Werthern
Die Umstände des Dreißigjährigen Krieges hatten den Tangelschen Besitz hochverschuldet werden lassen. Viele Bauernhöfe der zur Pflege Denstedts gehörenden Dörfer brannten ab, Felder blieben unbestellt und ihre Bewohner flohen häufig nach Weimar. Im Jahr 1640 musste sogar kurzzeitig die gesamte Einwohnerschaft Denstedts nach Weimar evakuiert werden. Die Burg verfiel mit der Verschuldung ihrer Besitzer zunehmend. Die Besitzer versuchten 1652 den Besitz „Schulden halber“ zu verkaufen. Der Krieg führte auch zum Verfall des Edelhofes, welcher 1673 zur Konkursmasse wurde. Als Georg Heinrich von Thangel schließlich starb, ohne einen männlichen Erben zu hinterlassen, wurde die Burg kurzzeitig durch dessen Verwandte aus Ostramondra verwaltet. Wolff Adolf Freiherr von Werthern aus Wiehe, von Thangels Schwiegersohn, erwarb die Burg 1673 für 25.542 Gulden.

### 1698 bis 1892, Familie Linker von Lützenwick
Am 22. Dezember 1689 erwarb der Kurtrierer Diplomat Johannes Lyncker von Lützenwick für 33.000 Gulden Meißener Währung das Gut Denstedt als Kapitalanlage. Nach dessen Tod 1698 ging das Schloss an den „kurfürstlichen Mainzischen Rath zu Erfurt“ Johann Daniel Linker, Ritter von Lützenwick (1631–1712) über, seinem jüngeren Bruder, der in Erfurt lebte. Mit dem Erwerb wurden die Linker für die nächsten vier Generationen Gerichtsherren zu Denstedt.
In dieser Zeit fanden weitere umfassende Baumaßnahmen statt. Der wichtigste Bau ist wohl die Erweiterung des Wohnbaus nach Westen durch einen neuen Anbau im Jahre 1699. Ein Wappen zeigt die Inschrift „JOHAN DANIEL LINKER 1699“ und ein Lamm, das Wappentier der Familie. Johann Jakob von Linker und Lützenwick (1665–1730) bekam das Gut und die Pflege 1703 von seinem Onkel übertragen. Er führte den Ausbau des Rittergutes weiter fort. Ein Wappen über der heute vermauerten Toreinfahrt des Amtmannhauses zeigt die Jahreszahl 1714, ebenso die Symbole der Familie Linker, das Lamm und den Granatapfel sowie zwei Adler als Schildhalter. Neben dem Amtmannhaus, welches auch als Wohnhaus für einen Verwalter diente, da sich der Eigentümer und seine Familie noch oft in Erfurt aufhielten, wurde um 1713/14 auch das Gebäude nordöstlich des Wehrgangs, die sogenannte Alte Gerichtsbarkeit, erbaut. Zum Besitztum der Linker von Lützenwick in Denstedt gehörte auch das Vorwerk Linkers Hof, das 1746 errichtet wurde.
Der gesamte Adelssitz wurde mit einer starken Mauer um das Besitztum abgeschlossen. Die südliche Terrasse zwischen Anbau und Mauer entstand ebenso wie die südliche Mauer mit den Backsteinbögen. Der Landschaftspark, welcher im Süden an das Burggelände angrenzt, wurde begonnen. Da Johann Friedrich Carl Albert Freiherr von Linker und Lützenwick (1773–1844) ohne männliche Nachkommen für das Amt als Erb- und Gerichtsherr blieb, entschloss sich Johann das Gut seinem Schwiegersohn Wilhelm von Wegner (1799–1853) zu vererben. Letzter Besitzer des Anwesens war der Weimarer Kammerherr Erich von Conta (Nachkomme von Karl von Conta), verheiratet mit Mathilde von Wegner, zubenannt Lincker von Lützenwick und Niedertiefenbach. Diese verkaufte das Gut 1892.

### 1892–1945, Familie Koch
Der Rittmeister Johannes August Koch (1866–1944) erwarb das Gut 1892 von den Contas. Die Turm- und Eckzimmer im 2. Obergeschoss standen schon zu dieser Zeit leer. Der Linkersche Anbau im Westen wurde in beiden Stockwerken als Kornlager und Schüttboden verwendet.

### Nach 1945
Das nach der Besetzung durch die Rote Armee 1945 entschädigungslos enteignete Gut wurde zu einem ihrer Schlachtstützpunkte umfunktioniert und ging dann in Volkseigentum über. Später bestimmte die landwirtschaftliche Nutzung das Erscheinungsbild der Anlage. Das VEG Schöndorf ließ eine elektrische Getreidemühle einbauen, sämtliche Nebengebäude verfielen durch den Leerstand. Ab 1984 gehörten die verbliebenen Gebäude zur Landwirtschaftlichen Produktionsgenossenschaft Kromsdorf (LPG), welche aber die Anlage in den 1990er Jahren aufgab. Die starken Eingriffe in die Bausubstanz der Burg während der Nutzung als Getreidemühle und -lager zeigen sich heute besonders deutlich in den Geschossen des Anbaus.
1991 wurde die gesamte Anlage an einen Investor verkauft, der die Burg zu einer Sporthotelanlage umbauen lassen wollte. Die Planung reifte bis zum Vorhaben- und Erschließungsplan, wurde aber nur im Abriss der Nebengebäude, Scheunen, des Ochsenhofes und der Wagenremise 1994 umgesetzt. Nach der Grundsteinlegung verschwand der Investor und die Burg verfiel zunehmend. Tür- und Fensteröffnungen wurden durch die Freiwillige Feuerwehr Denstedt in den nächsten Jahren gesichert, 1996 erfolgte die von der Deutschen Stiftung Denkmalschutz geforderte Notsicherung. 2001 ersteigerten die jetzigen Besitzer das Schloss. Seitdem werden notwendige Sicherungsarbeiten durchgeführt. Ende 2016 ist in der Schlossanlage der „Sportpark Burg Denstedt“ eingerichtet worden.
Sie steht auf der Liste der Kulturdenkmale in Ilmtal-Weinstraße.